# Armando Reyes (calciatore 1981)
Armando Ismael Reyes Abella (Bluefields, 29 luglio 1981) è un ex calciatore nicaraguense, di ruolo centrocampista.

## Carriera

### Club
Ha cominciato a giocare nella squadra della propria città, il Deportivo Bluefields. Nel 2005 si è trasferito al Diriangén, in cui ha militato per cinque anni. Nel 2010 è stato acquistato dal Walter Ferreti, in cui ha militato fino al 2015.

### Nazionale
Ha debuttato in Nazionale nel 2003. Ha messo a segno la sua prima rete con la maglia della Nazionale il 24 gennaio 2009, in Honduras-Nicaragua (4-1), in cui ha messo a segno la rete del momentaneo 1-1. Ha partecipato, con la Nazionale, alla Gold Cup 2009. Ha collezionato in totale, con la maglia della Nazionale, 18 presenze e una rete.

## Palmarès

### Club

#### Competizioni nazionali
- Primera División de Nicaragua: 3

Diriangén: 2005-2006
Walter Ferreti: 2010-2011, 2014-2015